# کاغذ سنگ
کاغذ سنگی که با نام‌های دیگری همچون کاغذ معدنی، کاغذ سنگ مرمر، کاغذ معدنی غنی‌شده نیز شناخته می‌شود محصولی شبیه کاغذ است که مادهٔ اصلی تشکیل‌دهندهٔ آن کربنات کلسیم در امتزاج با پلی‌اتیلن چگالی بالا است.و در مواردی که نیاز به چاپ پذیری بهتر و ایستایی بالاتر باشد از پلی پروپیلن به جای پلی اتیلن نیز استفاده میگردد. این محصول در نوشتار و لوازم‌التحریر، یادداشت، پوستر، کتاب، مجله، ساک دستی و بسیاری از کاربردهای دیگر استفاده می‌گردد.این محصول فرق زیادی با کاغذ چوبی دارد. این کاغذ تهیه شده از پودر کلسیم کربنات و پلاستیک است.

## پیشینهٔ کاغذ سنگی
فرایند ساخت کاغذ سنگ در ابتدا توسط شرکت تایوانی Lung Meng Tech Co. در دههٔ ۱۹۹۰ میلادی توسعه یافت. کاغذ سنگ تاکنون در ۴۰ کشور جهان ثبت اختراع گردیده‌است که در آن‌ها با نام‌هایی همچون MIST™ Paper, Parax Paper™، Terraskin™، ViaStone™، Kampier™، EmanaGreen™، Rockstock™ و Pixz Printing™ به بازار عرضه گردیده‌است.
== ویژگی‌ها ==(به دلیل وجود پلاستیک دارای بار الکتریسیته ساکن میباشد، که بر اثر مالش و اصطکاک روی سصح کاغذ ایجاد شده و برای رفع آن باید پیش از چاپ عملیات جرقه گیری را انجام داد.)
ضدآب بودن و مقاومت در برابر پارگی از خصوصیات بارز این مدل کاغذ به‌شمار می‌آید. همچنین این کاغذ بار الکتریستهٔ ساکن را به خود نگرفته و بدون اسید است بدین معنا که پی‌اچ آن خنثی است. در برابر روغن و حشرات نیز مقاوم است. به دلیل بافت شبیه لاتکس، در برابر پارگی مقاوم است. بافت کاغذ سنگ، دانه‌دار نیست.
چگالی کاغذ سنگ مقداری بین ۱٫۰ و ۱٫۶ را داراست که از این لحاظ برابر یا تا حدودی بیشتر از کاغذ معمولی است و بافت آن تا حدودی شباهت به سطح پوستهٔ تخم‌مرغ آب‌پز دارد. می‌توان کاغذ سنگ را از لحاظ بازیافت با پلاستیک از درجه ۲ بازیافت نمود یا مجدداً به کاغذ سنگ بازسازی نمود. کاغذ سنگ از لحاظ بازیافت زیست تخریب‌پذیر نیست با این حال در شرایط بازیافت تجاری و تحت اثر نوردهی تجزیه‌پذیر خواهد بود.
دانه‌دار نبودن بافت کاغذ سنگ باعث شده که سطح آن نسبت به سطح کاغذ معمولی نرم‌تر و مسطح‌تر باشد و نیازی به خدمات تکمیلی چاپ مثل روکش سلفون یا لَمینت نداشته باشد. این کاغذ به آسانی و بدون ایجاد دود سمی می‌سوزد. منبع اصلی مواد اولیهٔ آن پسماند معادن یا سنگ‌بری‌های سنگ مرمر است که آسیاب شده و به پودر سنگ تبدیل می‌گردد. در تولید کاغذ سنگ از آب، اسید، سفیدکننده‌ها یا سفیدکننده‌های نوری استفاده نمی‌گردد. کاغذ سنگ می‌تواند در دستگاه‌های Inkjet یا دستگاه‌های با مرکب جامد همچون افست، لترپرس و فلکسو استفاده گردد با این حال در پرینترهای لیزری حرارت بالا به خوبی جوابگو نیست.
مهم‌ترین ویژگی کاغذ سنگی، مقاومت بالای آن در برابر آب، رطوبت و حرارت است. این خصوصیت، کاربردهای متنوعی را برای این ماده کاغذی فراهم می‌آورد، به ویژه در زمینه‌های بسته‌بندی و چاپ. علاوه بر این، کاغذ سنگی به دلیل وزن و ضخامت کمتر نسبت به کاغذهای معمولی، در صنایع حمل و نقل و بسته‌بندی نیز بسیار کارآمد است.
فراتر از ویژگی‌های فیزیکی، کاغذ سنگی از منظر زیست‌محیطی نیز بسیار مزیت دار است. قابلیت بازیافت بالای آن و استفاده از مواد اولیه طبیعی، این ماده را به محصولی پایدار و دوستدار محیط زیست تبدیل کرده است. این ویژگی‌ها موجب شده‌اند تا کاغذ سنگی به عنوان یک گزینه مطلوب در صنایع مختلف مانند بسته‌بندی، چاپ، طراحی و دکوراسیون مطرح شود.